# Қ
Қ (onderkast қ) is een letter gebruikt in het Tadzjieks, Kazachs, Oezbeeks en Oeigoers. Deze letter kan verward worden met de Cyrillische K of de Latijnse K.